# Orodrassus
Orodrassus Chamberlin, 1922 è un genere di ragni appartenente alla famiglia Gnaphosidae.

## Distribuzione
Le 3 specie note di questo genere sono state reperite in USA e Canada.

## Tassonomia
Non sono stati esaminati esemplari di questo genere dal 2007.
Attualmente, a novembre 2015, si compone di 3 specie:
- Orodrassus assimilis (Banks, 1895) — USA
- Orodrassus canadensis Platnick & Shadab, 1975 — USA, Canada
- Orodrassus coloradensis (Emerton, 1877)[2] — USA, Canada

### Specie trasferite
- Orodrassus orites Chamberlin & Gertsch, 1940; trasferita al genere Parasyrisca Schenkel, 1963[1].

### Sinonimi
- Orodrassus durranti Chamberlin, 1936; posta in sinonimia con O. assimilis (Banks, 1895) a seguito di un lavoro degli aracnologi Platnick & Shadab (1975b)[1].

### Nomen dubium
- Orodrassus vastus (Banks, 1896e); esemplare femminile reperito negli USA, originariamente descritto nell'ex-genere Drassus, trasferito qui a seguito di un lavoro di Chamberlin (1922). A seguito di un lavoro di Platnick & Shadab (1975b), è da ritenersi nomen dubium[1].